# Hélicoptère bombardier d'eau
 (août 2017).
Si vous disposez d'ouvrages ou d'articles de référence ou si vous connaissez des sites web de qualité traitant du thème abordé ici, merci de compléter l'article en donnant les références utiles à sa vérifiabilité et en les liant à la section « Notes et références ».
Pour les articles homonymes, voir HBE.

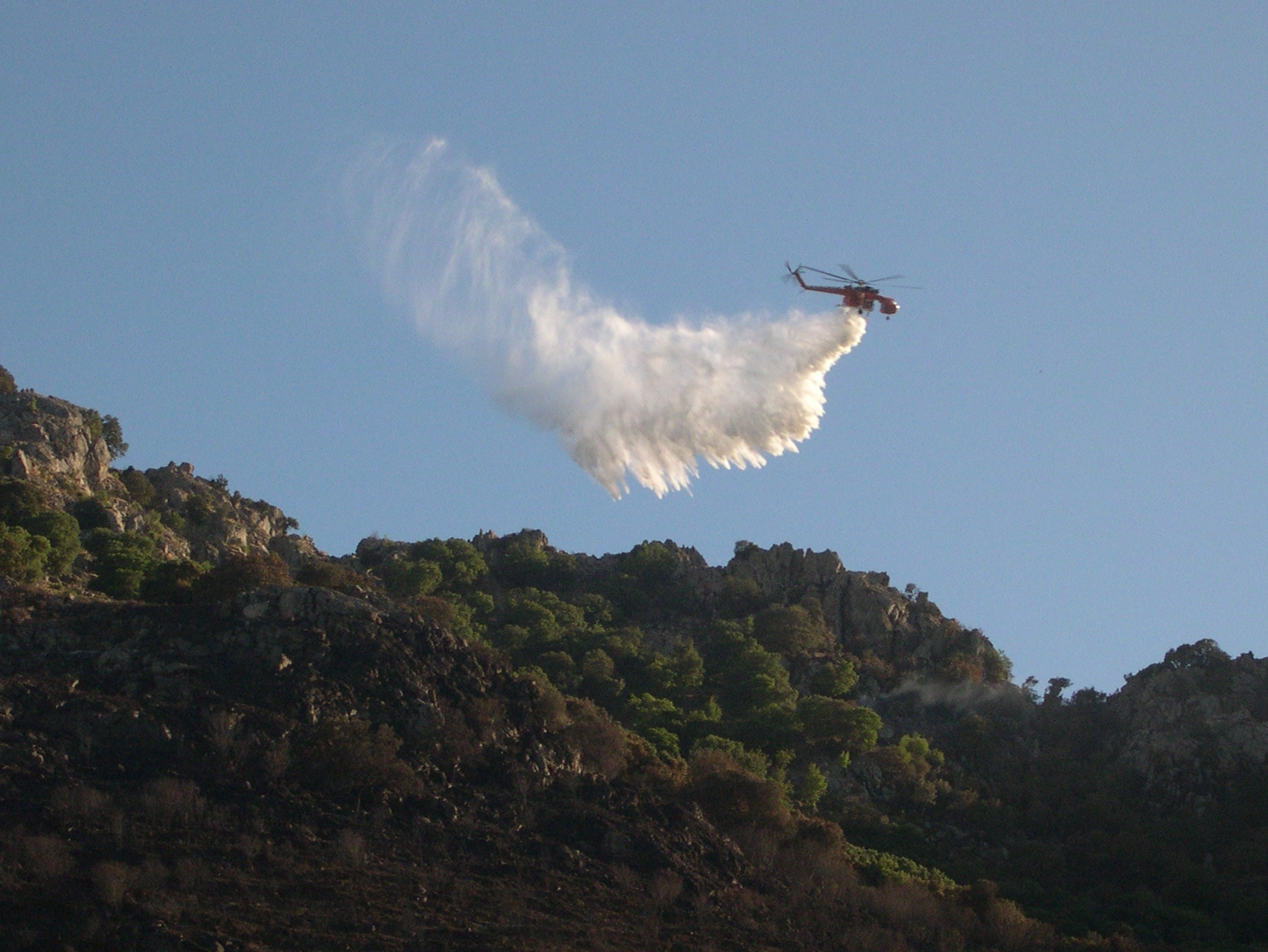
Skycrane CH-54 en action sur les hauteurs d'Avapessa en Corse

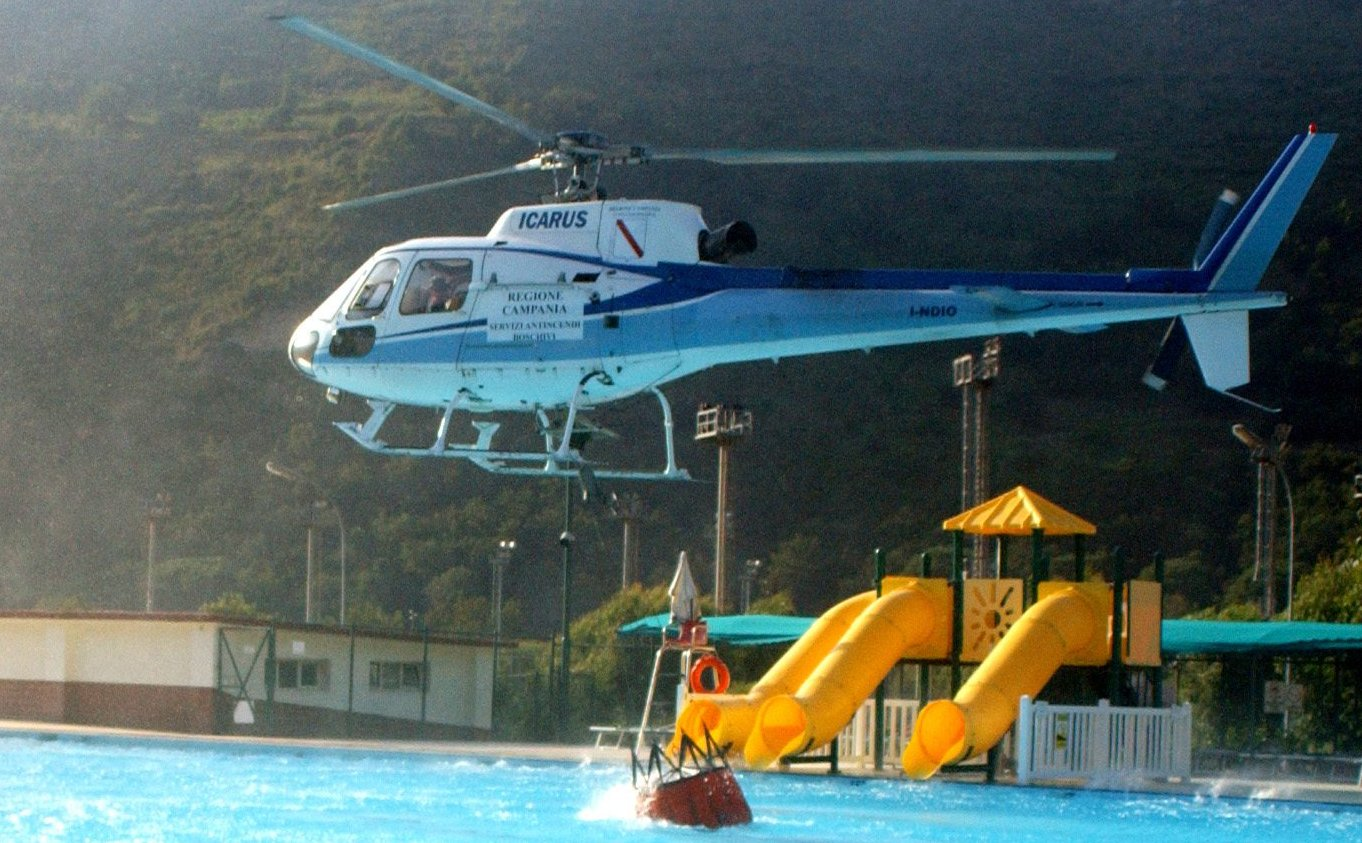
Hélicoptère bombardier d'eau remplissant son seau (500 litres) dans une piscine de Naples (Italie) en 2004.

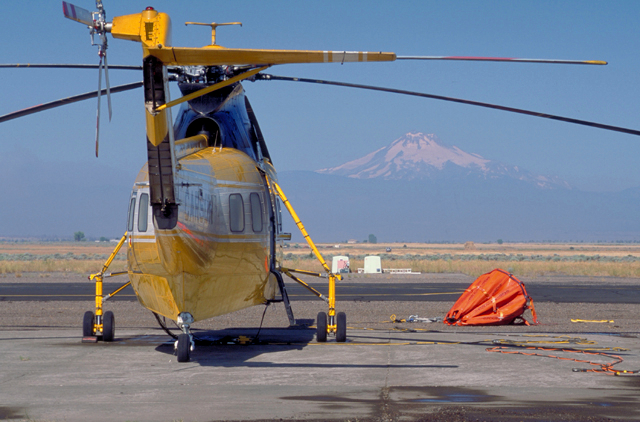
HBE muni d'un seau posé au sol.

Un hélicoptère bombardier d'eau (HBE) est un hélicoptère utilisé dans la lutte contre les feux de forêt.
Il existe deux catégories de moyens :
- les HBE transportant une charge d'eau au bout d'une élingue (câble accroché sous l'appareil), on parle de « seau » ou de « Bambi bucket » ;
- les HBE munis d'un réservoir ou « tanker ».

## HBE
Quelques hélicoptères utilisés comme bombardier d'eau.
- Puma,
- Aérospatiale AS332 Super Puma
- Eurocopter AS532 Cougar

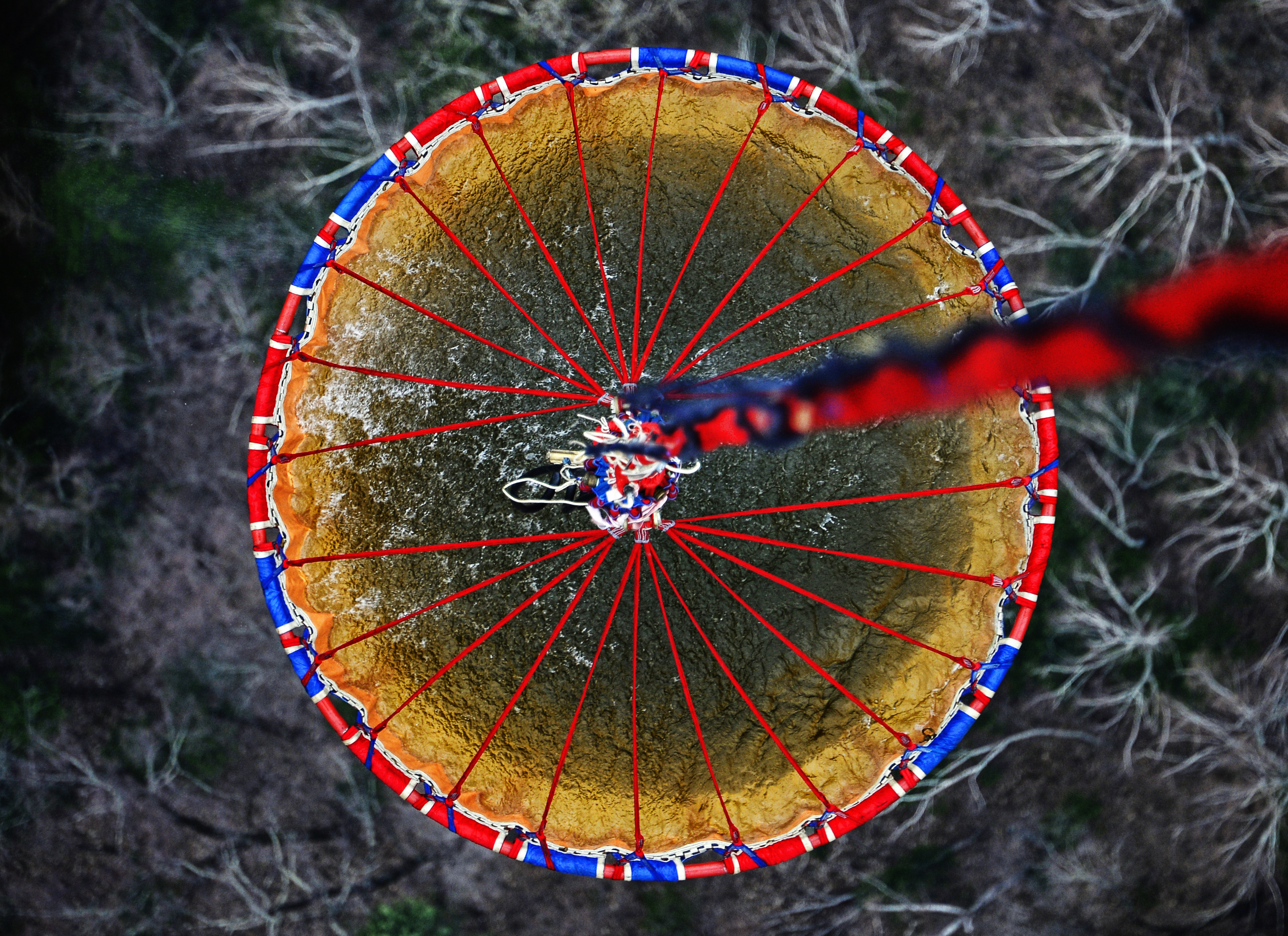
Le seau d'un hélicoptère MChS Mil Mi-26, région de Vladivostok en 2014.

- Skycrane CH-54 du fabricant Air-Crane (en) (recyclage du Sikorsky S64 utilisé lors de la guerre du Viêt Nam) : réservoir de 9 000 litres, écopage ou pompage en 1 minute environ, vitesse de 100  à   110 nœuds (180  à   205 km/h), autonomie d'environ ½ h ; il en existe 21 dans le monde, tous possédés par la société Erickson Inc. (en). La société Evergreen en a utilisé quelques-uns jusqu'en mars 2013, lorsqu'elle a revendu sa division hélicoptère à Erickson.
- Mil Mi-26 : deux seaux d'une capacité totale de 10 000 litres (élingue de 60 m), mais pas de visibilité en dessous (donc plutôt adapté aux feux avec relief plat), vitesse 80 nœuds (150 km/h)
- Bell 205 A1
- Écureuil B1 expérimentation été 1987 Alpes-Maritimes
- Écureuil B3 : équipé d'un kit fixé sous l'appareil d'une capacité de 1 000 litres environ.

## En Belgique
En Belgique, qui ne possède pas de Canadair, la police fédérale ne dispose que de deux hélicoptères pompiers. Le cas échéant, en l'absence plan d'eau à proximité, la sécurité civile peut apporter une grande piscine autoportante pour permettre à l'hélicoptère de faire le plein d'eau.

## En France
La Sécurité civile a reçu en 1986 ses premiers HBE, des Écureuil AS 350 B1, conduisant à la création du Groupement d'Hélicoptères de la Sécurité Civile. Des Écureuil 350 B2 sont réceptionnés en 1990 pour les renforcer. En 1991, le Groupement d'Hélicoptères rejoint le Groupement de Moyens Aériens de la Sécurité Civile (GMA). Après une expérimentation fin 1999, la formation des équipages sur jumelles de vision nocturne permettant des missions de nuit débute en 2000. Entre mai 2001 et 2005, la livraison de EC-145 (BK 117 C2) renouvelle totalement la flotte. 15 à 17 pouvant jouer le rôle de bombardiers d'eau  sur les 35 livrés au total (32 en service et 3 détruits en 2017).
La Sécurité Civile loue tous les ans des HBE à des entreprises privées pour la saison des feux de forêt.
Il existe également des sociétés privées telles AVDEF ou Heliprotection qui louent des HBE au SDIS du Var par exemple ; [AVDEF loue elle-même ses HBE à Hélicoptères de France (HDF) entre 2004 et 2009].

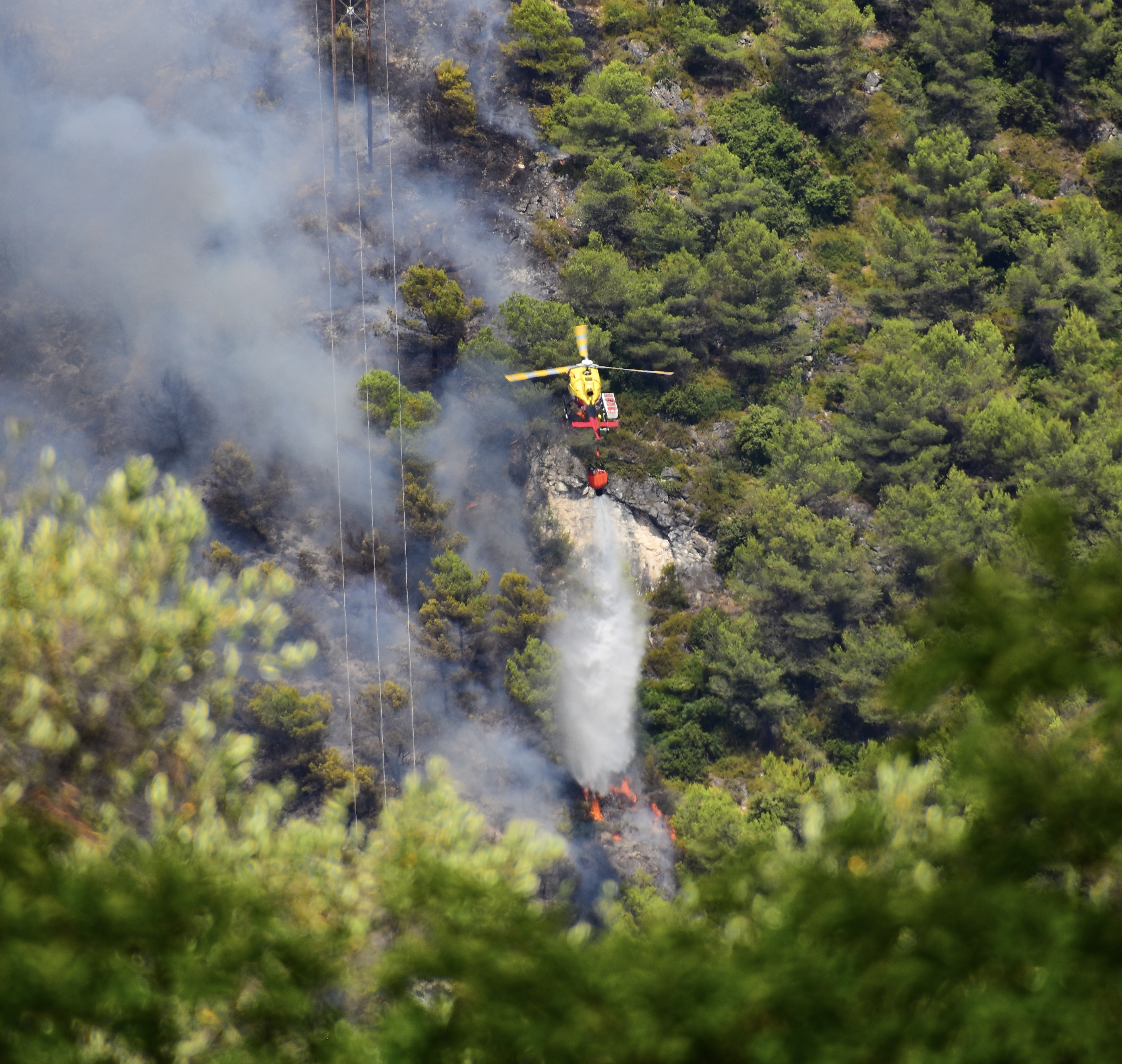
Morane 06.
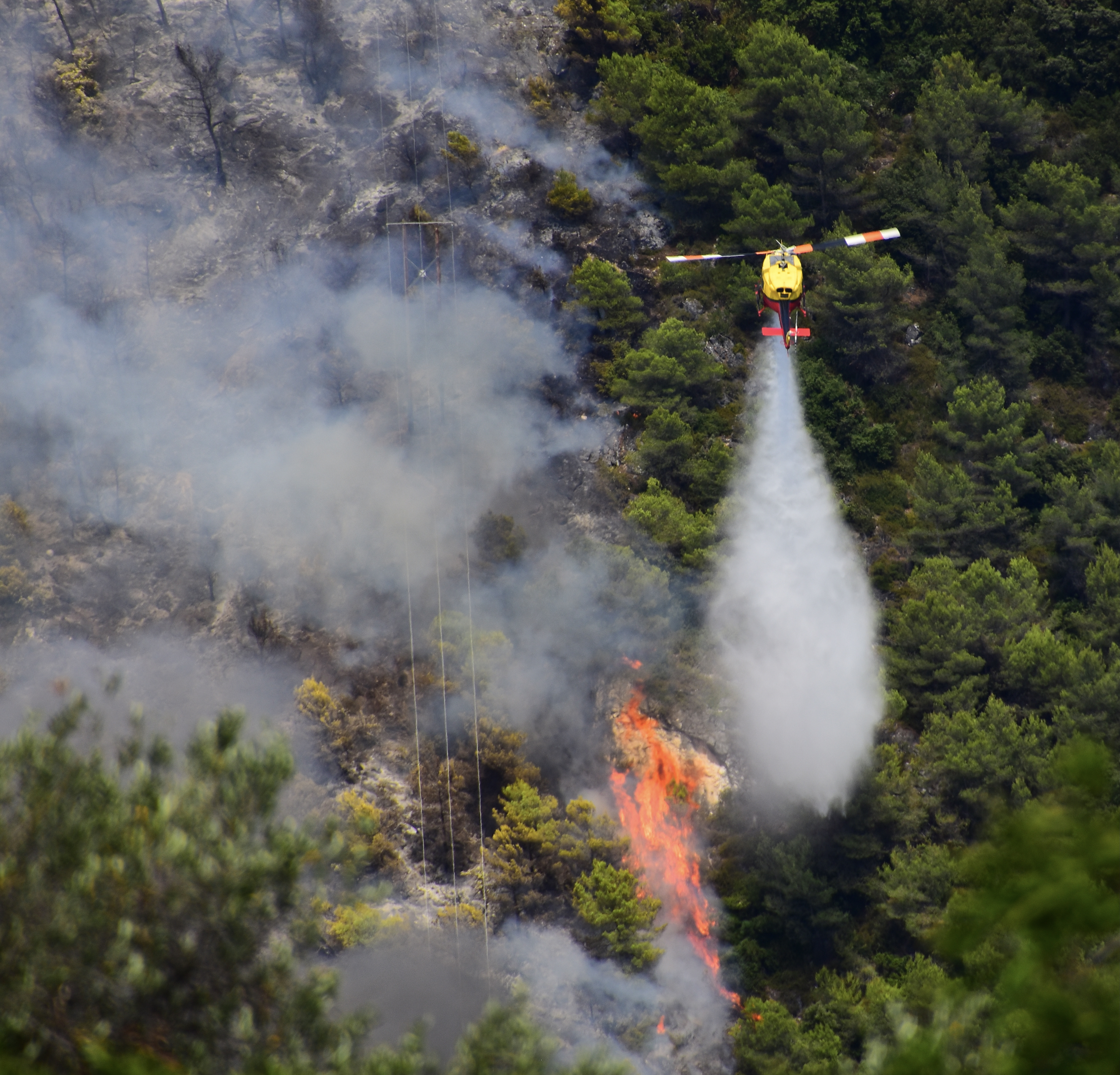
Morane 66.
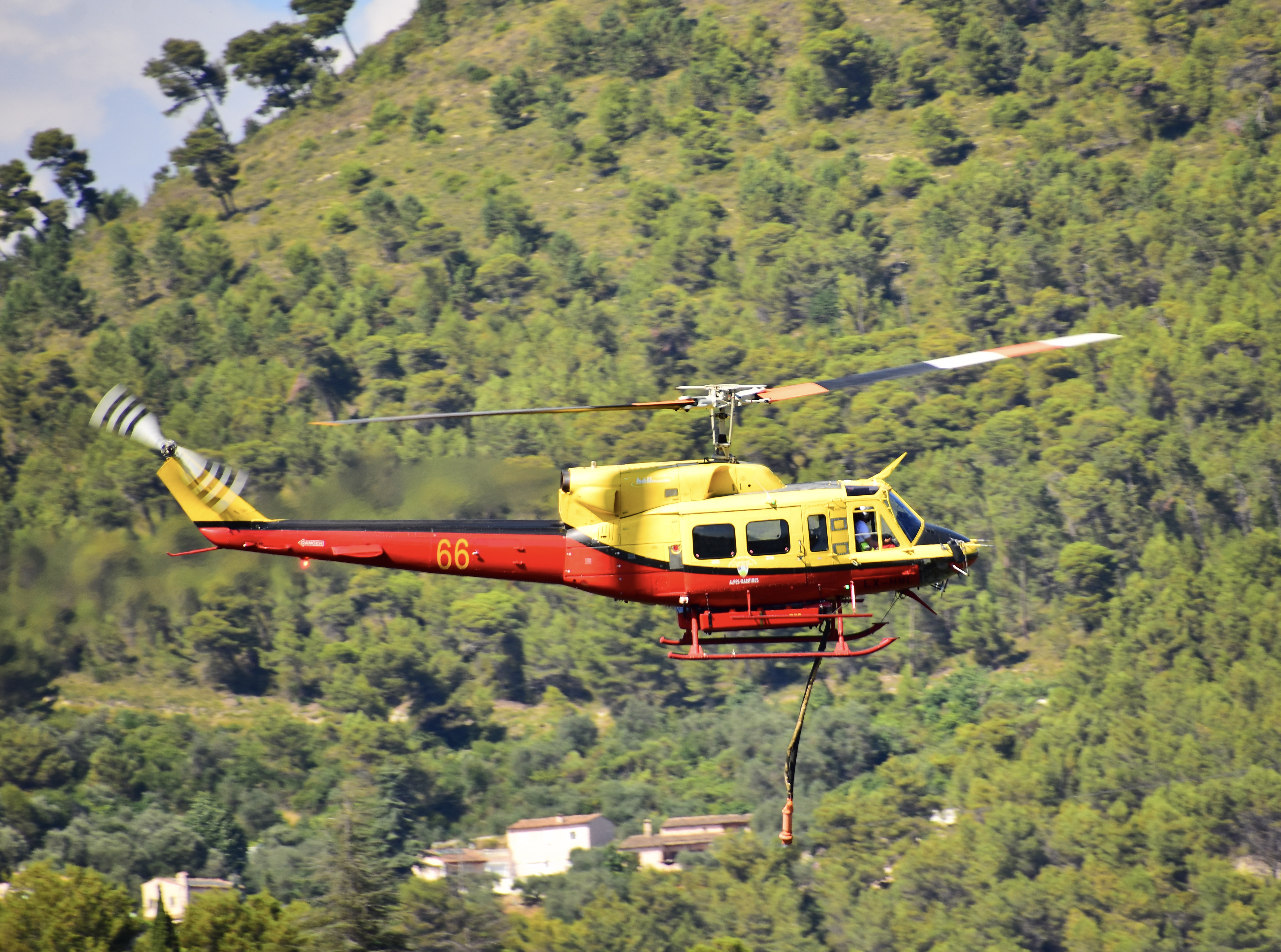
Morane 66.

## En Suisse
En Suisse, plusieurs acteurs étatiques et privés mettent en œuvre des hélicoptères pouvant jouer le rôle de bombardiers d'eau au moyen d'élingue et de Bambi bucket. Les Forces aériennes utilisent pour ce rôle des hélicoptères AS532 Cougar, AS332 Super Puma et EC635. Dans les Alpes, la Garde aérienne suisse de sauvetage (Rega) met en œuvre des AW109SP Da Vinci. Les compagnies privées de sauvetage aérien et/ou de travail aérien, telles Air Glaciers, Air Zermatt, Eagle Valais (Sion), Héli-Alpes (Sion), Heli Bernina (Samedan), Helikopter Service Triet (Altenrhein), Heli-Linth AG (Mollis), Heli Rezia (San Vittore), Heliswiss International, Heli-TV (Lodrino), Swiss Helicopter  et Tarmac Aviation (Locarno), utilisent principalement des hélicoptères SA315B Lama et AS350 B3 Écureuil. Rotex Helicopter utilise des Kaman K-Max.

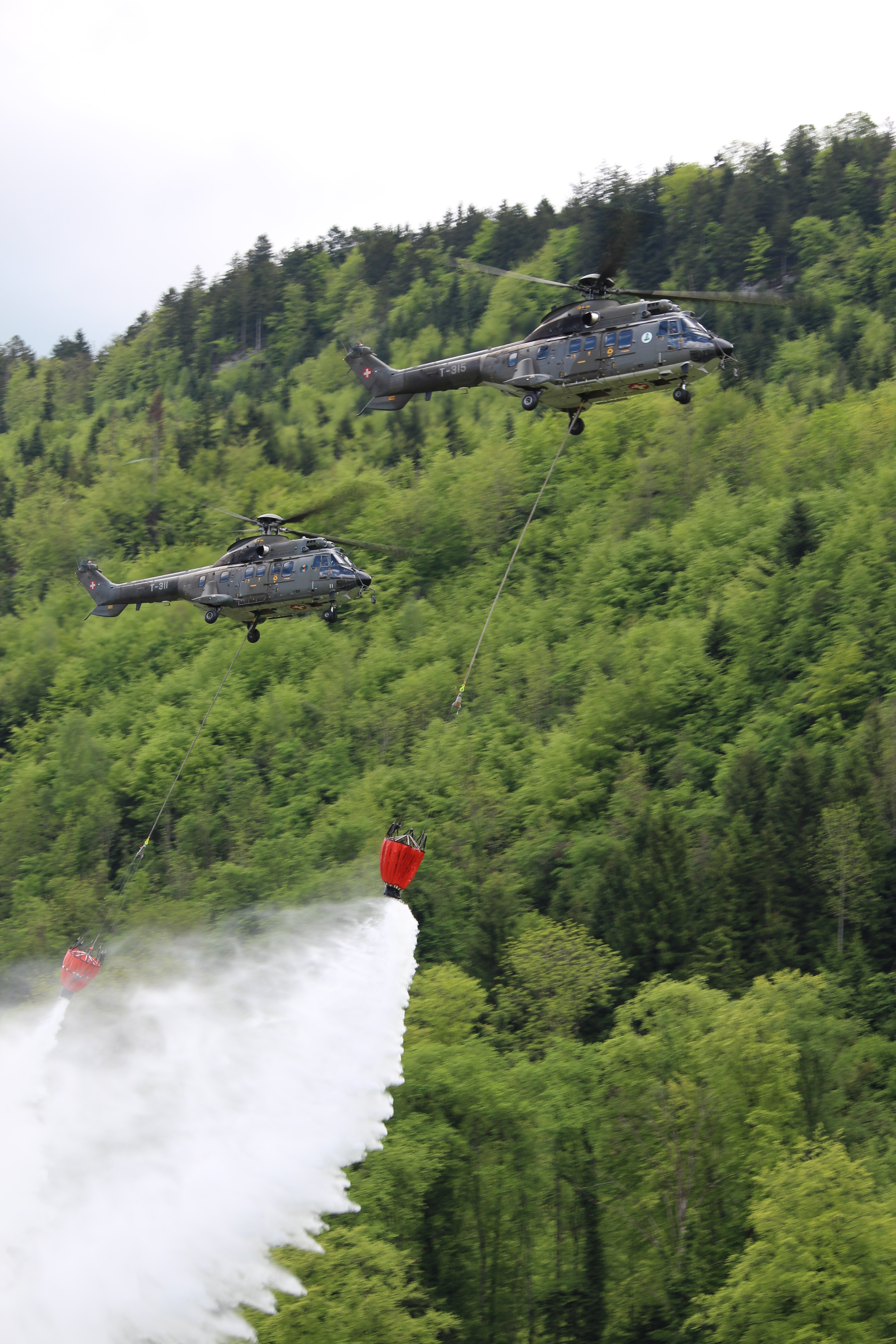
Deux AS332 Super Puma des Forces aériennes suisses lors d'une démonstration.
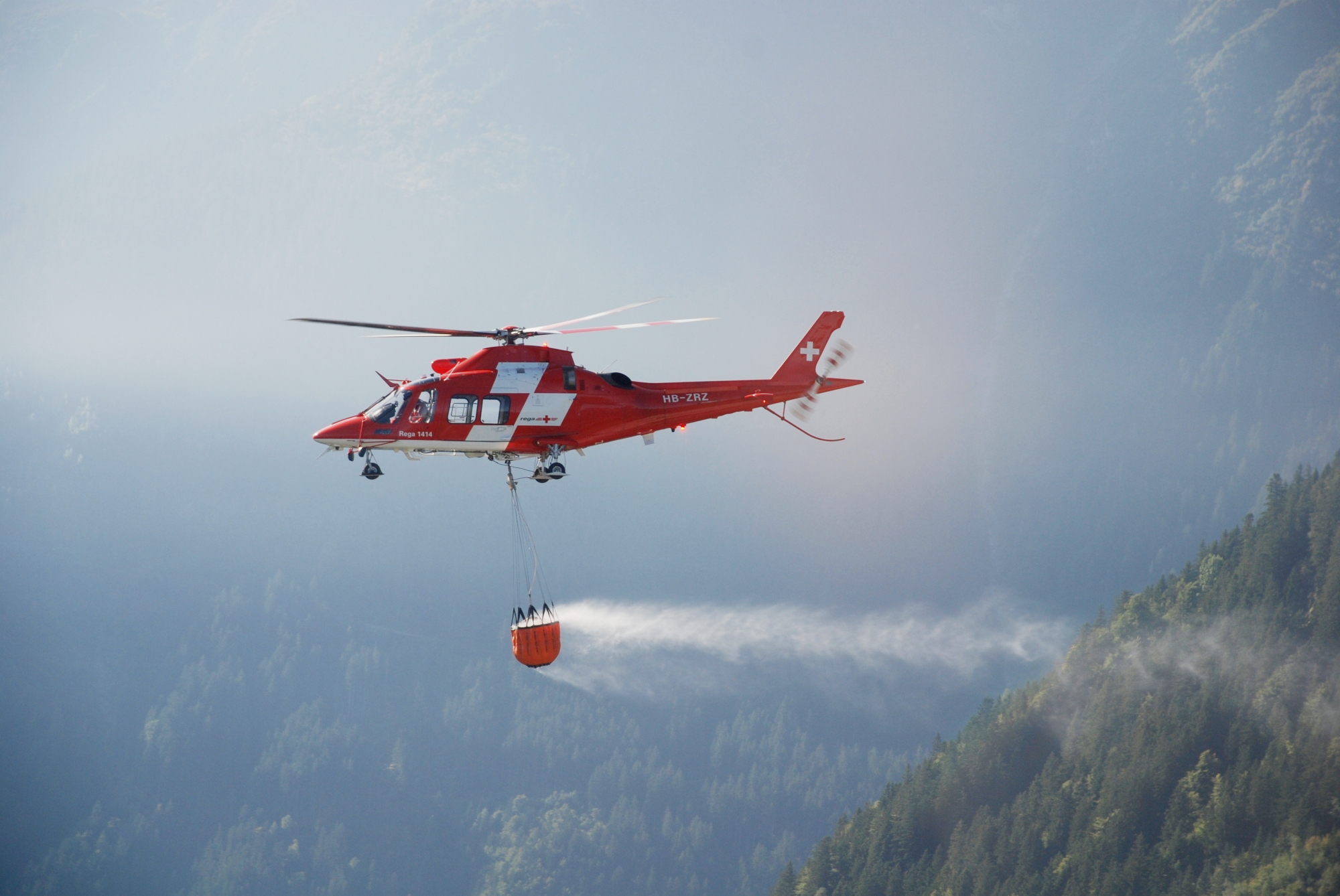
Un AW109 SP de la Garde aérienne suisse de sauvetage en intervention un incendie de forêt à Sennwald en 2018.
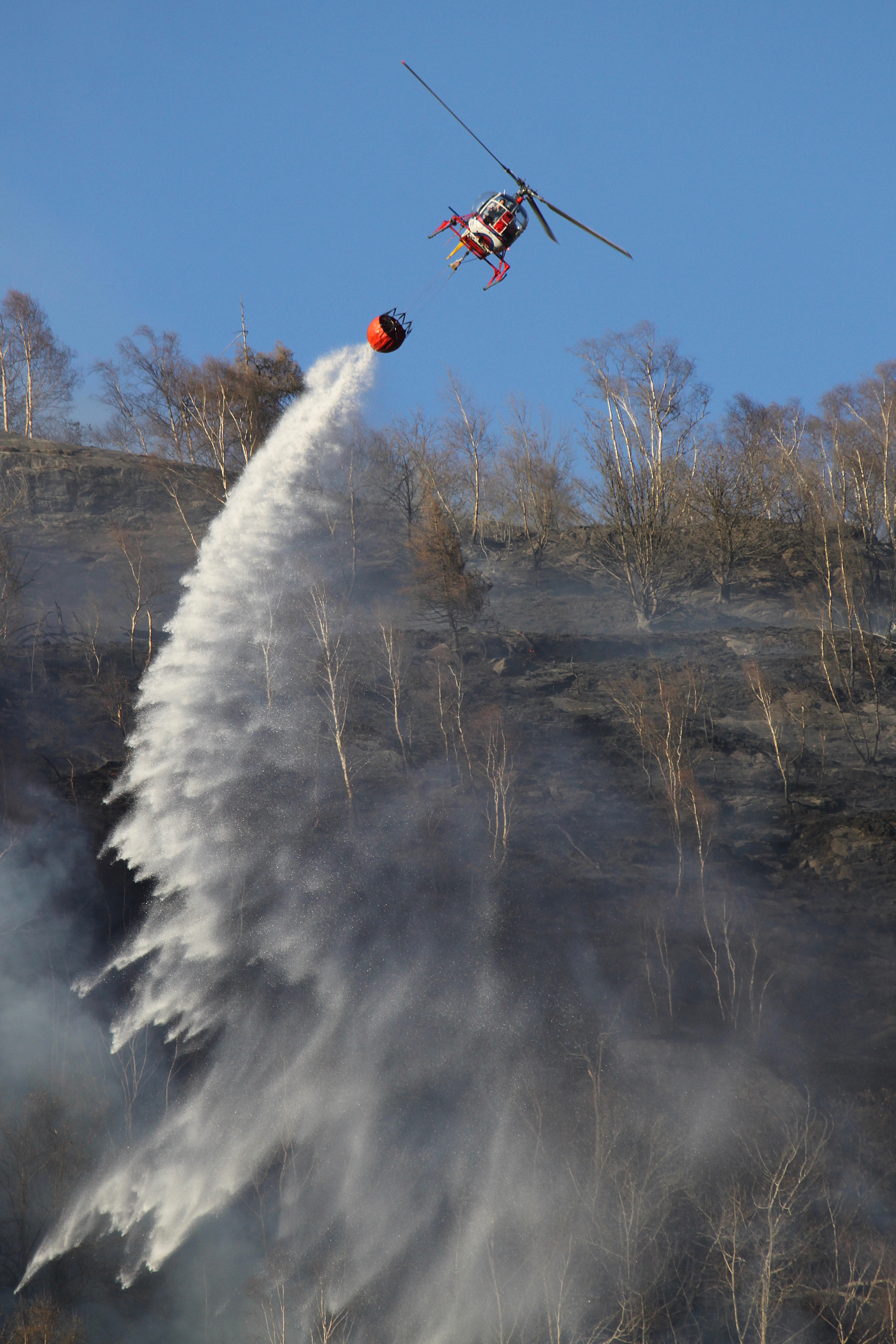
Un SA315B Lama d'Héli-TV en intervention sur un incendie de forêt au Tessin en 2016.
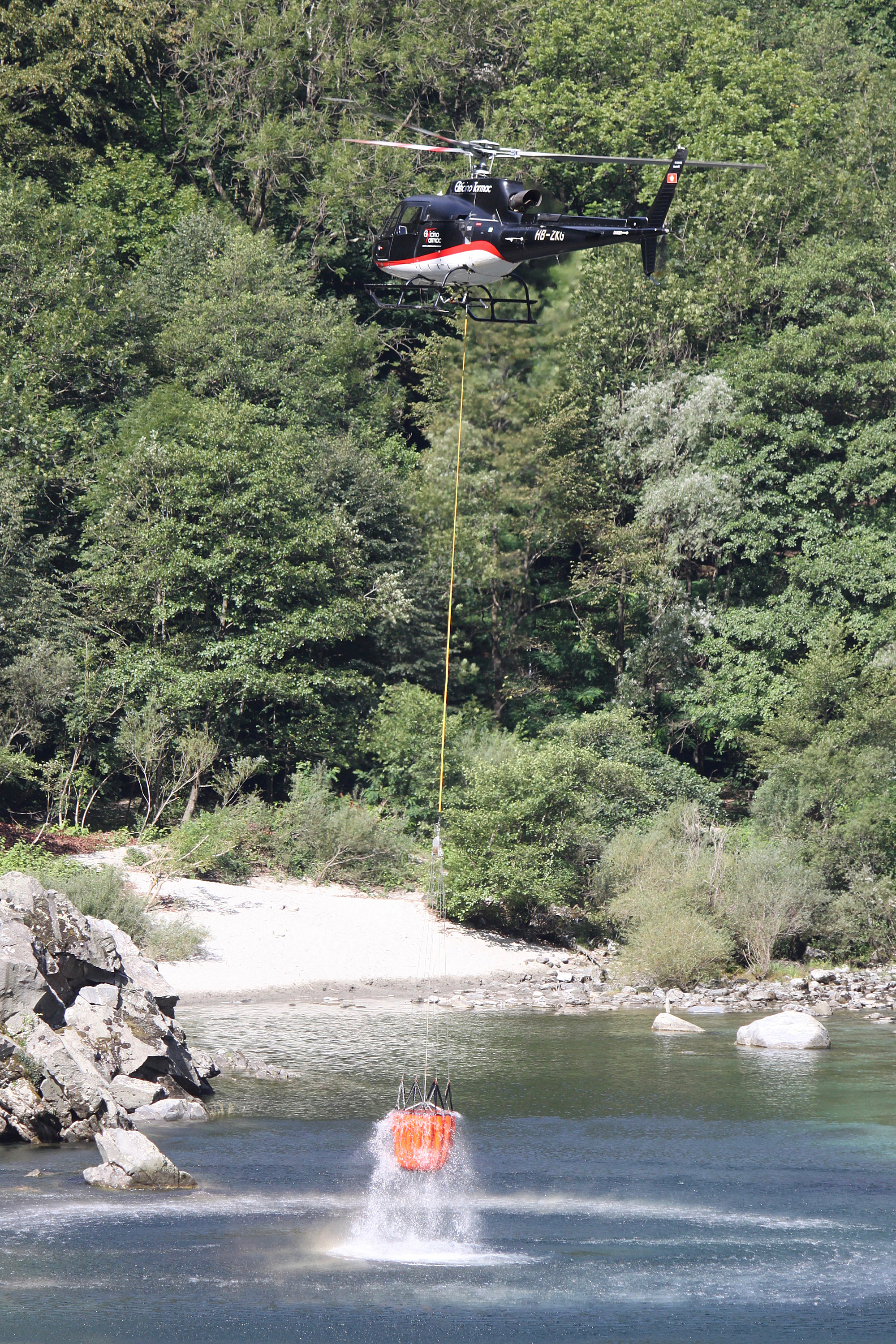
Un AS350 B3 Écureuil de Tarmac Aviation lors d'un incendie en 2016.

## Accidents
- 1967 : un Mil Mi-6 s'écrase, tuant son équipage soviétique.
- 26 août 2004 : un Sikorsky CH-54 Skycrane loué par la société Ericson à la société Hélipaca, pour le compte de la Sécurité Civile française, s'écrase à 8 h 45 sur la commune de Ventiseri (Haute-Corse), faisant deux morts (un Français, un Canadien)
- août 2005 : un Bell 205 s'abîme lors du pompage dans un plan d'eau de la commune du Muy en France. Le pilote et l'officier sapeur-pompier qui sont à bord en sortent indemnes.
- Un hélicoptère bombardier d'eau s'est écrasé le 4 octobre 2015 à Voh dans le nord de la Nouvelle-Calédonie lors d'une intervention contre un incendie, tuant sa pilote ainsi que le mécanicien, annonce le gouvernement local. La pilote de l'appareil, une femme avec plus de 5 000 heures de vol à son actif, est morte dans l'accident, qui a eu lieu en début d'après-midi, au lieu-dit Foachamboué, à 300 km au nord de Nouméa.